# Jose Emidio de Almeida
Jose Emidio de Almeida là cầu thủ tiền đạo số 20 mang quốc tịch Brasil đã từng thi đấu cho câu lạc bộ SHB Đà Nẵng, Navibank Sài Gòn, QNK Quảng Nam.

## Thành tích cá nhân
- Cầu thủ xuất sắc V-League mùa giải: 2007, 2008.
- Vua phá lưới mùa giải 2007: 16 bàn
- Vua phá lưới mùa giải 2007: 23 bàn